# Christian I Wittelsbach (Pfalz-Birkenfeld)
Christian Wittelsbach (ur. 3 listopada 1598 Birkenfeld), zm. 6 listopada 1654 Neuenstein) – hrabia palatyn i książę Palatynatu-Birkenfeld-Bischweiler.
Syn księcia Karola Wittelsbacha i Doroty Braunschweig-Lüneburg. Jego ojciec zmarł w 1600 roku, gdy Christian miał 2 lata, a jego starszy brat Jerzy Wilhelm cztery lata.
14 listopada 1630 roku ożenił się z Magdaleną Wittelsbach córką księcia Jana II Wittelsbacha i jego pierwszej żony Katarzyny de Rohan (1578–1607). Para miała piątkę dzieci:
- Katarzynę Dorotę (1634-1715),
- Luizę Zofię (1635-1691),
- Christiana II Wittelsbacha, (1637-1717; hrabia palatyn i książę Palatynatu-Birkenfeld)
- Jana Karola (1638-1704; hrabia palatyn i książę Palatynatu-Gelnhausen)
- Annę Magdalenę (1640-1693; żona księcia Jana Hanau-Lichtenberg, 1628-1666)

8 października 1648 poślubił Marię Joanną Helfenstein (1612-1665), która urodziła mu jednego syna zmarłego w dzieciństwie.